# Likelike de Hawái
Likelike de Hawái (13 de enero de 1851 – 2 de febrero de 1887) fue una princesa del Reino de Hawái, hermana de los dos últimos reyes y madre de la princesa Ka'iulani, última heredera al trono. Ostentó el título de Señora de ʻĀinahau.

## Biografía
Nació el 13 de enero de 1851 en Honolulu, Oahu. Su padre fue la Gran Jefa Analea Keohokālole y su padre fue el Gran Jefe César Kalauaiku Kapaakea. Fue hermana de James Kaliokalani, Kalākaua, Liliʻuokalani, Kaimina 'auao, Ana Ka'iulani y Leleiohoku. Debido a su precario estado de salud, durante su niñez fue enviada a vivir a una zona con un clima más seco, concretamente a Kona, en la isla de Hawái, donde fue hanai de una familia noble de esa zona. Como todos sus hermanos, ella fue ofrecida en hanai a una familia de alta cuna de Kona. A la edad de 6 años, regresó a Honolulu y permaneció allí hasta su boda. En principio fue comprometida con Albert K. Kunuiakea, hijo natural de Kamehameha III, pero ella decidió romper su compromiso para casarse con otra persona.
El 22 de septiembre de 1870 se casó con El Honorable Archibald Cleghorn, un hombre de negocios escocés que le doblaba la edad. La boda se celebró en casa de su hermana, en Washington Place. Entonces, Archibald contaba con 35 años y Likelike con 19. Igual que en el caso de su hermana Liliʻuokalani, que se casó con John Owen Dominis, su matrimonio no estuvo exento de problemas. Los señores victorianos esperaban ser los señores de sus castillos, sus sirvientes, sus hijos e incluso de sus mujeres. Pero los nobles Hawaianos, ali'i, tanto hombres como mujeres, fueron educados para gobernar sobre los demás. Su marido podía llegar a ser tempestuoso y exigente. La princesa simplemente regresó a la Gran Isla de Hawái y se negó a volver junto a su esposo. Ella llegó a desempeñar el papel de Gobernadora de la Isla de Hawái desde marzo de 1879 hasta septiembre de 1880.

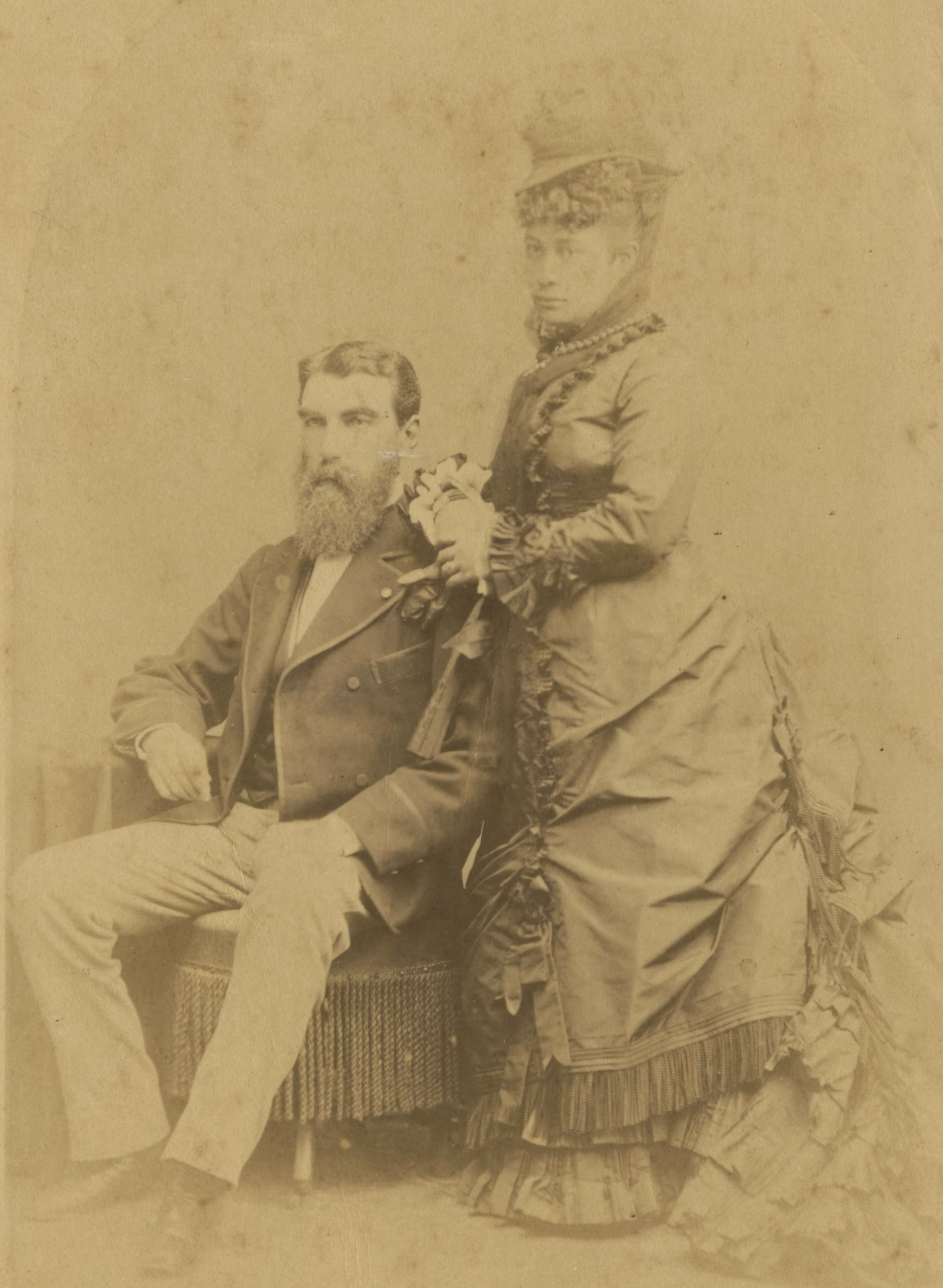
La princesa Likelike y su marido.

En agosto de 1883 escribió una carta a su marido durante su retiro en la Isla de Hawái:
"Siempre me culpas de todo y me estoy cansando. Me voy a tener que matar, entonces no me volverás a gruñir todo el rato. Creo que estamos mejor separados... Como no me amas y yo tampoco te amo, me limitaré a decir 'Que Dios bendiga a los buenos'."

Después de escribir esta dramática carta, regresó a Oahu. 5 años después de su matrimonio, dio a luz a una hija, la princesa Victoria Ka'iulani, que sería la única Kalakaua de su generación. En junio de 1877, dos años después del nacimiento de Ka'iulani, Likelike sufrió un aborto espontáneo durante un viaje a San Francisco, California. Nunca más pudo concebir otro hijo. A partir de ese momento, Ka'iulani se convirtió en el foco de su vida y en el futuro del Reino de Hawái. En una de sus cartas de agradecimiento hacia su madrina, la princesa Ruth Ke'elikolani, Ka'iulani escribió:
"Querida Mamá Nui,

Muchas gracias por el bonito sombrero que me envió. Queda muy bien. Mamá lo quería, pero yo no dejaría que ella se lo quedara. Gracias por el maíz y las sandías, están muy buenos ¿Se encuentra bien? Con mucho amor de su niña, Ka'iulani.

PD: Quiero dar a la Señorita Barnes (su institutriz) un nombre nativo"

No es de extrañar que seguidamente en otra carta, la enfadada Ka'iulani escribiera:
"Querida Mamá Nui,

Quiero otro sombrero. Mamá Likelike se ha quedado con el que usted me envió ¿Se encuentra mejor ahora? ¿Cuando vendrá a casa? Con mucho amor. De su niña, Ka'iulani."
Likelike era la tercera en la línea de sucesión, después de su hermano William Pitt Leleiohoku II y su hermana Lili'uokalani, hasta la muerte de su hermano William que la elevó al segundo puesto en la línea de sucesión y a su hija al tercer puesto.
Likelike era una mujer muy vivaz y querida, su casa se abrió a todas las personalidades importantes del mundo. Tenía reputación de ser amable y gentil en casi todos los países de Europa y casi todos los estados de la unión. Siempre estaba al día en las últimas tendencias de la moda y encargaba sus vestidos a las más prestigiosas sastrerías de París. Tanto la princesa Likelike como su hija y sus hermanos eran conocidos como "La Primera Familia de Músicos de Hawái". También podía llegar a ser bastante exigente y malhumorada, por ejemplo, una vez golpeó con un látigo a un lacayo por no guardar el carro correctamente limpio.
La causa de la muerte de la princesa es aún desconocida; se cree que simplemente se acostó en su cama y se negó a tomar alimento alguno. A mediados de enero de 1887, un gran banco de peces llamado 'aweoweo fue avistado cerca de la costa de la Isla de Hawái. Este banco de peces rojo brillante, cerca de la costa, era considerado un presagio de muerte para los miembros de una familia noble. El 2 de febrero de 1887, la princesa Likelike falleció a los 36 años de edad, antes de que su hija alcanzara la adolescencia. Algunas personas afirmaron que ella hizo esto para apaciguar la ira de Pele, la diosa de los volcanes. En sus últimos momentos predijo que Ka'iulani nunca se casaría y que jamás sería reina de Hawái.

## Legado
La Carretera Likelike, el histórico Likelike Drive Inn y la Escuela Primaria Likelike llevan su nombre.

### Composiciones
- ʻĀinahau (Tierra Fresca)
- Maikaʻi Waipiʻo (Hermoso Waipiʻo)
- Ahe Lau Makani (Hay un Respiro)
- Kuʻu Ipo I Ka Heʻe Puʻe One (Mi Amor en las Colinas Ondulantes)

## Distinciones honoríficas

### Distinciones honoríficas hawaianas
- Medalla Conmemorativa de la Elección del Rey Kalākaua (12/02/1874).
- Dama Gran Cruz de la Real Orden de Kamehameha I (04/02/1879).
- Dama Gran Cruz de la Real Orden de Kalākaua I (04/02/1879).
- Medalla de la Coronación del Rey Kalākaua (12/02/1883).
- Dama Gran Cruz de la Real Orden de la Corona de Hawái (12/02/1883).

## Ancestros
|  |                                                  |  |  |  |  |  |  |  |  |  |  |  |  |  |  |  |
|  | 16. Gran Jefe Kameʻeiamoku de Kauaʻi             |  |  |  |  |  |  |  |  |  |  |  |  |  |  |  |
|  |                                                  |  |  |  |  |  |  |  |  |  |  |  |  |  |  |  |
|  |                                                  |  |  |  |  |  |  |  |  |  |  |  |  |  |  |  |
|  | 8. Gran Jefe Kepoʻokalani de Kauaʻi              |  |  |  |  |  |  |  |  |  |  |  |  |  |  |  |
|  |                                                  |  |  |  |  |  |  |  |  |  |  |  |  |  |  |  |
|  |                                                  |  |  |  |  |  |  |  |  |  |  |  |  |  |  |  |
|  | 17. Gran Jefa Kamakaeheikuli de Kohala           |  |  |  |  |  |  |  |  |  |  |  |  |  |  |  |
|  |                                                  |  |  |  |  |  |  |  |  |  |  |  |  |  |  |  |
|  |                                                  |  |  |  |  |  |  |  |  |  |  |  |  |  |  |  |
|  | 4. Gran Jefe Kamanawa II de Kauaʻi               |  |  |  |  |  |  |  |  |  |  |  |  |  |  |  |
|  |                                                  |  |  |  |  |  |  |  |  |  |  |  |  |  |  |  |
|  |                                                  |  |  |  |  |  |  |  |  |  |  |  |  |  |  |  |
|  | 18. Gran Jefe KalaninuiʻIamamao de Kaʻū          |  |  |  |  |  |  |  |  |  |  |  |  |  |  |  |
|  |                                                  |  |  |  |  |  |  |  |  |  |  |  |  |  |  |  |
|  |                                                  |  |  |  |  |  |  |  |  |  |  |  |  |  |  |  |
|  | 9. Gran Jefa Alapaʻiwahine de Kaʻū               |  |  |  |  |  |  |  |  |  |  |  |  |  |  |  |
|  |                                                  |  |  |  |  |  |  |  |  |  |  |  |  |  |  |  |
|  |                                                  |  |  |  |  |  |  |  |  |  |  |  |  |  |  |  |
|  | 19. Gran Jefa Kaoʻlanialiʻi de Kaʻū              |  |  |  |  |  |  |  |  |  |  |  |  |  |  |  |
|  |                                                  |  |  |  |  |  |  |  |  |  |  |  |  |  |  |  |
|  |                                                  |  |  |  |  |  |  |  |  |  |  |  |  |  |  |  |
|  | 2. Gran Jefe César Kaluaiku Kapaʻakea de Kauaʻi  |  |  |  |  |  |  |  |  |  |  |  |  |  |  |  |
|  |                                                  |  |  |  |  |  |  |  |  |  |  |  |  |  |  |  |
|  |                                                  |  |  |  |  |  |  |  |  |  |  |  |  |  |  |  |
|  | 20. Gran Jefe Kaʻihelemoana                      |  |  |  |  |  |  |  |  |  |  |  |  |  |  |  |
|  |                                                  |  |  |  |  |  |  |  |  |  |  |  |  |  |  |  |
|  |                                                  |  |  |  |  |  |  |  |  |  |  |  |  |  |  |  |
|  | 10. Gran Jefe Kanepawale                         |  |  |  |  |  |  |  |  |  |  |  |  |  |  |  |
|  |                                                  |  |  |  |  |  |  |  |  |  |  |  |  |  |  |  |
|  |                                                  |  |  |  |  |  |  |  |  |  |  |  |  |  |  |  |
|  | 21. Gran Jefa Kaʻopa                             |  |  |  |  |  |  |  |  |  |  |  |  |  |  |  |
|  |                                                  |  |  |  |  |  |  |  |  |  |  |  |  |  |  |  |
|  |                                                  |  |  |  |  |  |  |  |  |  |  |  |  |  |  |  |
|  | 5. Gran Jefa Kamokuiki                           |  |  |  |  |  |  |  |  |  |  |  |  |  |  |  |
|  |                                                  |  |  |  |  |  |  |  |  |  |  |  |  |  |  |  |
|  |                                                  |  |  |  |  |  |  |  |  |  |  |  |  |  |  |  |
|  | 22. Gran Jefe Kaʻehunuiamamaliʻi                 |  |  |  |  |  |  |  |  |  |  |  |  |  |  |  |
|  |                                                  |  |  |  |  |  |  |  |  |  |  |  |  |  |  |  |
|  |                                                  |  |  |  |  |  |  |  |  |  |  |  |  |  |  |  |
|  | 11. Gran Jefa Uaua                               |  |  |  |  |  |  |  |  |  |  |  |  |  |  |  |
|  |                                                  |  |  |  |  |  |  |  |  |  |  |  |  |  |  |  |
|  |                                                  |  |  |  |  |  |  |  |  |  |  |  |  |  |  |  |
|  | 23. Gran Jefa Koʻi                               |  |  |  |  |  |  |  |  |  |  |  |  |  |  |  |
|  |                                                  |  |  |  |  |  |  |  |  |  |  |  |  |  |  |  |
|  |                                                  |  |  |  |  |  |  |  |  |  |  |  |  |  |  |  |
|  | 1. Likelike de Hawái                             |  |  |  |  |  |  |  |  |  |  |  |  |  |  |  |
|  |                                                  |  |  |  |  |  |  |  |  |  |  |  |  |  |  |  |
|  |                                                  |  |  |  |  |  |  |  |  |  |  |  |  |  |  |  |
|  | 24. Gran Jefe Kameʻeiamoku de Kauaʻi (= 16)      |  |  |  |  |  |  |  |  |  |  |  |  |  |  |  |
|  |                                                  |  |  |  |  |  |  |  |  |  |  |  |  |  |  |  |
|  |                                                  |  |  |  |  |  |  |  |  |  |  |  |  |  |  |  |
|  | 12. Gran Jefe Kepoʻokalani de Kauaʻi (= 8)       |  |  |  |  |  |  |  |  |  |  |  |  |  |  |  |
|  |                                                  |  |  |  |  |  |  |  |  |  |  |  |  |  |  |  |
|  |                                                  |  |  |  |  |  |  |  |  |  |  |  |  |  |  |  |
|  | 25. Gran Jefa Kamakaeheikuli de Kohala (= 17)    |  |  |  |  |  |  |  |  |  |  |  |  |  |  |  |
|  |                                                  |  |  |  |  |  |  |  |  |  |  |  |  |  |  |  |
|  |                                                  |  |  |  |  |  |  |  |  |  |  |  |  |  |  |  |
|  | 6. Gran Jefe ʻAikanaka de Kauaʻi                 |  |  |  |  |  |  |  |  |  |  |  |  |  |  |  |
|  |                                                  |  |  |  |  |  |  |  |  |  |  |  |  |  |  |  |
|  |                                                  |  |  |  |  |  |  |  |  |  |  |  |  |  |  |  |
|  | 26. Gran Jefe Keaweaheulu de Waiʻanae            |  |  |  |  |  |  |  |  |  |  |  |  |  |  |  |
|  |                                                  |  |  |  |  |  |  |  |  |  |  |  |  |  |  |  |
|  |                                                  |  |  |  |  |  |  |  |  |  |  |  |  |  |  |  |
|  | 13. Princesa Keohohiwa de Hilo                   |  |  |  |  |  |  |  |  |  |  |  |  |  |  |  |
|  |                                                  |  |  |  |  |  |  |  |  |  |  |  |  |  |  |  |
|  |                                                  |  |  |  |  |  |  |  |  |  |  |  |  |  |  |  |
|  | 27. Reina Ululani Nui de Hilo                    |  |  |  |  |  |  |  |  |  |  |  |  |  |  |  |
|  |                                                  |  |  |  |  |  |  |  |  |  |  |  |  |  |  |  |
|  |                                                  |  |  |  |  |  |  |  |  |  |  |  |  |  |  |  |
|  | 3. Gran Jefa Analea Keohokālole de Kauaʻi        |  |  |  |  |  |  |  |  |  |  |  |  |  |  |  |
|  |                                                  |  |  |  |  |  |  |  |  |  |  |  |  |  |  |  |
|  |                                                  |  |  |  |  |  |  |  |  |  |  |  |  |  |  |  |
|  | 28. Gran Jefe Kamakakaualiʻi de la Isla de Hawái |  |  |  |  |  |  |  |  |  |  |  |  |  |  |  |
|  |                                                  |  |  |  |  |  |  |  |  |  |  |  |  |  |  |  |
|  |                                                  |  |  |  |  |  |  |  |  |  |  |  |  |  |  |  |
|  | 14. Gran Jefe Kahoalani Eia de la Isla de Hawái  |  |  |  |  |  |  |  |  |  |  |  |  |  |  |  |
|  |                                                  |  |  |  |  |  |  |  |  |  |  |  |  |  |  |  |
|  |                                                  |  |  |  |  |  |  |  |  |  |  |  |  |  |  |  |
|  | 29. Gran Jefa Kapalaoa                           |  |  |  |  |  |  |  |  |  |  |  |  |  |  |  |
|  |                                                  |  |  |  |  |  |  |  |  |  |  |  |  |  |  |  |
|  |                                                  |  |  |  |  |  |  |  |  |  |  |  |  |  |  |  |
|  | 7. Gran Jefa Kamaʻeokalani de la Isla de Hawái   |  |  |  |  |  |  |  |  |  |  |  |  |  |  |  |
|  |                                                  |  |  |  |  |  |  |  |  |  |  |  |  |  |  |  |
|  |                                                  |  |  |  |  |  |  |  |  |  |  |  |  |  |  |  |
|  | 30. Príncipe Ahaula de la Isla de Hawái          |  |  |  |  |  |  |  |  |  |  |  |  |  |  |  |
|  |                                                  |  |  |  |  |  |  |  |  |  |  |  |  |  |  |  |
|  |                                                  |  |  |  |  |  |  |  |  |  |  |  |  |  |  |  |
|  | 15. Gran Jefa Keakaula de la Isla de Hawái       |  |  |  |  |  |  |  |  |  |  |  |  |  |  |  |
|  |                                                  |  |  |  |  |  |  |  |  |  |  |  |  |  |  |  |
|  |                                                  |  |  |  |  |  |  |  |  |  |  |  |  |  |  |  |
|  | 31. Princesa Kawehe de la Isla de Hawái          |  |  |  |  |  |  |  |  |  |  |  |  |  |  |  |
|  |                                                  |  |  |  |  |  |  |  |  |  |  |  |  |  |  |  |
|  |                                                  |  |  |  |  |  |  |  |  |  |  |  |  |  |  |  |